# Gmünd in Kärnten
Gmünd är en stadskommun i det österrikiska förbundslandet Kärnten. Kommunen har 2 572 invånare (2024). Gmünd är belägen vid floderna Malta och Liesers sammanflöde. 

## Historia
Gmünd grundades under 1000-/1100-talet planmässigt vid den gamla romerska vägen genom Lieserdalen av Salzburgs ärkebiskopar. 1252 omnämns orten för första gången. 1346 får Gmünd stadsrättigheter, 1409 stapelrättigheter vars inkomster används för att befästa staden. Under de osmanska krigen förskonas Gmünd, men 1480 ockuperas staden av ungerska trupper som stannar i sju år. När slutligen kejserliga trupper befriar staden skadas borgen och stadsmurarna svårt.
1502 säljer kejsar Maximilian I Gmünd till Salzburg som renoverar slottet och stadsmurarna, men två år senare brinner staden ner.
1525 ockuperas staden av upproriska bönder och gruvarbetare. Under reformationstiden blir Gmünd protestantisk, men motreformationen sätter igång mot slutet av 1500-talet och 1600/1601 tvångsrekatoliseras staden. 1639 övergår Gmünd i ätten Lodrons ägo som kommer att härska i 300 år.
I den stora jordbävningen 1690 skadas staden svårt och 100 år senare – 1792 – brinner staden ner igen. Mellan 1809 och 1814 ingick Gmünd i den franska provinsen Illyrien, men efter Napoleon I:s fall kom Gmünd tillbaka till Österrike.
Mot slutet av andra världskriget flyttade Ferdinand Porsche sin Porsche-produktion till Gmünd. I fabriken byggdes de första modellerna av Porsche 356 fram till 1950. Med anledning av det öppnades ett Porschemuseum 1982.

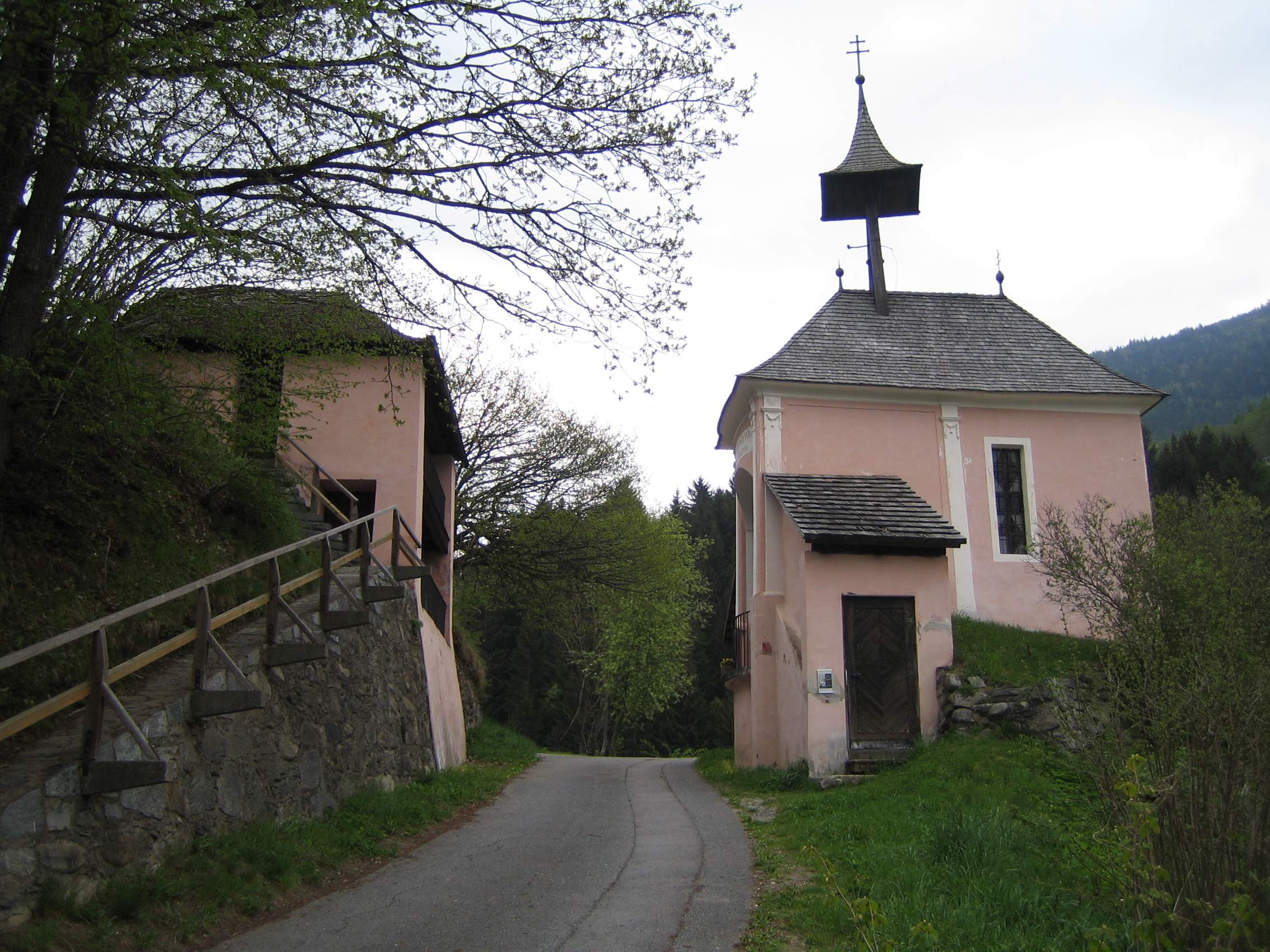
Den delade kyrkan i Kreuzbichl.

## Orter
- Burgwiese (58)
- Gmünd (1 277)
- Grünleiten (169)
- Karnerau (43)
- Landfraß (198)
- Moos (18)
- Moostratte (90)
- Oberbuch (26)
- Oberkreuschlach (66)
- Perau (94)
- Platz (23)
- Stubeck Sonnalm (13)
- Treffenboden (270)
- Unterbuch (162)
- Unterkreuschlach (65)

## Kultur och sevärdheter
I den gamla staden runt torget finns fortfarande väl behållna borgarhus från 1500- till 1700-talen, slottet Lodron (numera en skola), medeltida stadsmurar och portar. På det långsträckta torget står två kolonner och en skampåle från 1576.
En kuriositet är den delade kyrkan i orten Kreuzbichl, där en allmän väg avskiljer altarrummet från församlingsrummet.

## Vänorter
- Osnabrück, Tyskland